# 직도

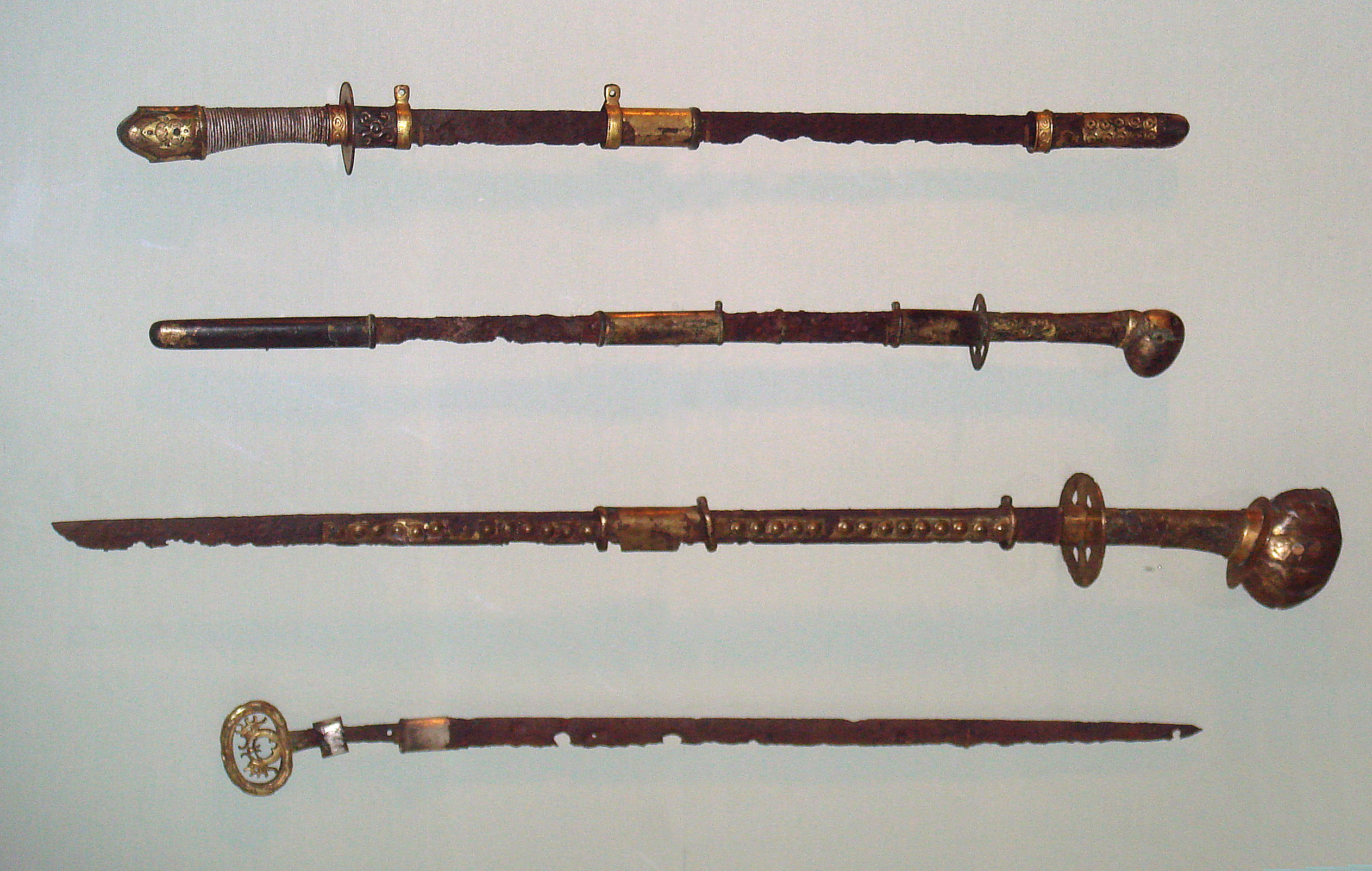
고훈 시대의 직도들. 메트로폴리탄 미술관 소장.

직도(일본어: 直刀 ちょくとう[*])는 일본의 도검 중 외날이고 칼몸에 만곡이 없는 곧은 것을 말한다. 이후 만곡이 생겨난 것을 태도(일본어: 太刀 たち[*])라고 부르게 되었고, 기존의 직도는 대도(일본어: 大刀 たち[*])라고 부르게 되었다.
철제 도검이 일본에서 생산된 것은 고훈 시대부터로, 처음 만들어진 칼들은 양날 직검(츠루기)였다. 그러나 5세기 말엽쯤 되면 양날검은 도태되고 대부분 외날 직도가 사용되게 되었다.

## 같이 보기
- 일본도
- 검 (일본)